# Mariusz Maślanka (pisarz)
Mariusz Maślanka (ur. 1975) – polski prozaik i malarz.
Pracuje i mieszka w Kielcach.

## Twórczość
Mariusz Maślanka zadebiutował w roku 2004 książką Bidul (Świat Książki) – zawierającą wątki autobiograficzne powieścią epistolarną opowiadającą o chłopcu dorastającym w domu dziecka. Kolejne jego książki ukazały się w latach 2006 - zbiór opowiadań Kroki (Świat Książki) i 2007 – powieść Na imię mam Jestem (Albatros). Jego ostatnia książka nosi tytuł Jutro będzie lepiej i została wydana przez Wydawnictwo Literackie w 2008.